# Dactylorhiza sivasiana
Dactylorhiza sivasiana là một loài thực vật có hoa trong họ Lan. Loài này được E.Baumann & Künkele ex Renz & Taubenheim mô tả khoa học đầu tiên năm 1983.